# Charles de Eendero

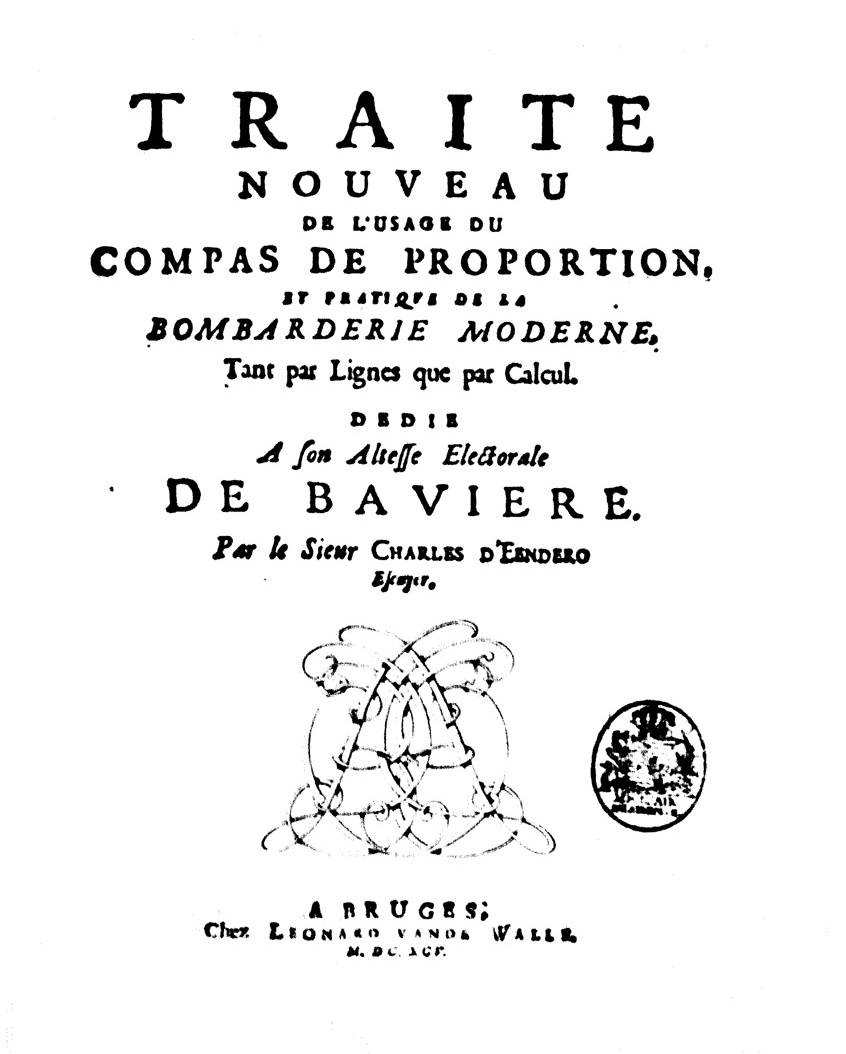
Traité nouveau de l'usage du compas de proportion, 1695

Charles de Eendero, o d'Eendero, o Carolus van Eendero (Bruges, XVII secolo – ...), è stato un ingegnere fiammingo.

## Biografia
Nobile di Bruges, d'Eendero scrisse il Traité nouveau de l'usage du compas de proportion, et pratique de la bombarderie moderne, un trattato illustrato pubblicato nel 1695 nella sua città natale; la prima parte riguarda l'uso del compasso proporzionale, la seconda è una dissertazione sulla balistica che fu utilizzata fino all'Ottocento dagli artiglieri francesi.

## Opere
- (FR) Traité nouveau de l'usage du compas de proportion, et pratique de la bombarderie moderne, Bruges, Lenaert vande Walle, 1695.